# 아른험대꼬리박쥐
아른험대꼬리박쥐 또는 아른험무덤박쥐(Taphozous kapalgensis)는 대꼬리박쥐과에 속하는 박쥐의 일종이다. 오스트레일리아에서만 발견된다.